# San Juanico-brug

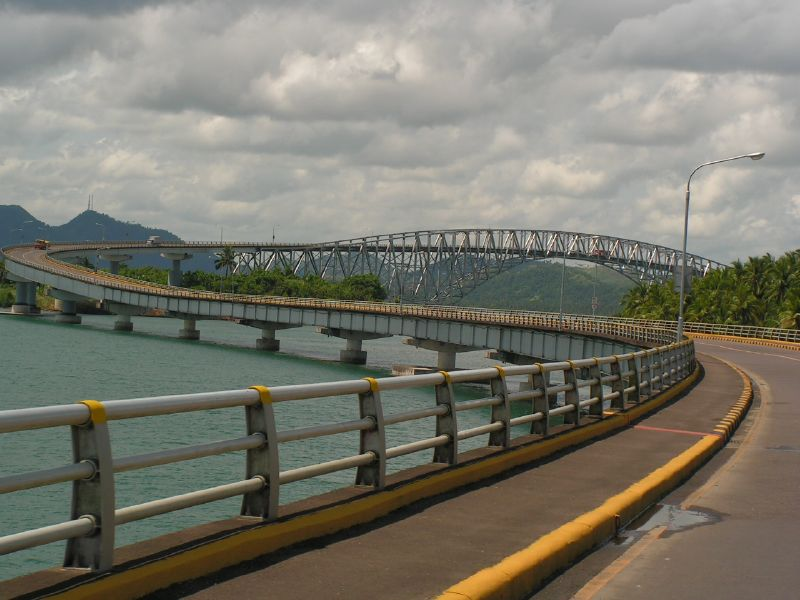
De San Juanico-brug

De San Juanico-brug is met 2,16 km de langste brug van de Filipijnen. Ze verbindt Tacloban City op Leyte met Santa Rita op Samar. Oorspronkelijke heette de brug Marcosbrug, naar president Ferdinand Marcos onder wiens bewind de brug werd gebouwd.
De brug werd ontworpen door ingenieurs Arvin Valderrama en Christian Meynard Baral. De bouw van deze brug over de San Juanico-straat startte in 1969 en duurde vier jaar. In totaal kostte de 2,16 kilometer lange brug 21,9 miljoen US$. De brug heeft 43 overspanningen en heeft een maximum hoogte van 41 meter boven zeeniveau. Over de brug heen voert de Pan-Filipijnse snelweg.

## Referentie
1. ↑  Ellison, Katherine. Imelda: Steel Butterfly of the Philippines. McGrawHill, New York [1988], p. 108. ISBN 971-08-4463-6.